# Calothyriopsis
Calothyriopsis — рід грибів родини Microthyriaceae. Назва вперше опублікована 1919 року.

## Класифікація
До роду Calothyriopsis відносять 4 види:
- Calothyriopsis conferta
- Calothyriopsis mali
- Calothyriopsis pouteriae
- Calothyriopsis roupalae